# Ames (Nebraska)
Ames es un lugar designado por el censo ubicado en el condado de Dodge en el estado estadounidense de Nebraska. En el Censo de 2010 tenía una población de 24 habitantes y una densidad poblacional de 28,17 personas por km².

## Geografía
Ames se encuentra ubicado en las coordenadas 41°26′54″N 96°37′35″O / 41.44833, -96.62639. Según la Oficina del Censo de los Estados Unidos, Ames tiene una superficie total de 0.85 km², de la cual 0.85 km² corresponden a tierra firme y (0.61%) 0.01 km² es agua.

## Demografía
Según el censo de 2010, había 24 personas residiendo en Ames. La densidad de población era de 28,17 hab./km². De los 24 habitantes, Ames estaba compuesto por el 91.67% blancos, el 4.17% eran afroamericanos, el 0% eran amerindios, el 0% eran asiáticos, el 0% eran isleños del Pacífico, el 0% eran de otras razas y el 4.17% pertenecían a dos o más razas. Del total de la población el 0% eran hispanos o latinos de cualquier raza.